# Naundorf (Turingia)
Naundorf (Thüringen) este o comună din landul Turingia, Germania.
1. ↑  GeoNames